# SS San Giovanni
SS San Giovanni (Società Sportiva San Giovanni) je sanmarinský fotbalový klub z obce San Giovanni sotto le Penne (náleží k Borgo Maggiore) založený v roce 1948. Klubové barvy jsou bílá, černá a červená. Ve čtvercovém logu klubu jsou 3 dýmící sopky a pes s fotbalovým míčem.